# Dependencia-theorie
Dependencia (Spaans: afhankelijkheid) is de ongelijkwaardige politieke en economische relatie tussen ontwikkelde landen en ontwikkelingslanden. De dependencia-theorie hierachter is ontwikkeld in de studie van de ontwikkeling van Latijns-Amerika, dat ondanks de financiële en technische steun uit het rijke noorden achterbleef bij de verwachtingen. Zoals bij andere centrum-periferiemodellen ligt de nadruk op externe factoren die bijdragen aan de achterstand. In deze modellen wordt gewezen op de quasi-koloniale verhoudingen die nog bestaan waarbij het rijke centrum arbeid en grondstoffen onttrekt aan de arme periferie.
De dependencia-theorie legt meer dan andere centrum–periferiemodellen de nadruk op de historisch gegroeide omstandigheden die een bepaalde structuur in de wereldeconomie hebben doen ontstaan.